# Algo sucede
Algo sucede es el séptimo  álbum de estudio de la cantante y compositora mexicana Julieta Venegas, el cual fue lanzado el 14 de agosto de 2015, por el sello discográfico Ohanian y distribuido por Sony Music.
El álbum comenzó a escribirse en septiembre de 2014, se grabó una parte en el estudio personal de Julieta en Ciudad de México y contó con la producción de Yamil Rezc en algunos de los temas. La otra parte fue grabado en el estudio en Buenos Aires, Argentina a cargo de Cachorro López con quien escribió alguno de los temas del álbum como «Tu Calor». Julieta participó en toda la producción del álbum. Se terminó de mezclar el 16 de marzo de 2016 en la ciudad de Nueva York y estuvo a cargo de Héctor Castillo. El arte del y portada del disco contó con la participación nuevamente de Dorian Ulises y con colaboración del uruguayo Fidel Sclavo el cual Venegas describe «trajo mucha frescura a todo el diseño del disco»
El álbum comercialmente alcanzó a entrar en el Top 10 de México y Argentina. En los Estados Unidos en las listas Billboard, Latin Pop Albums se colocó en la primera posición y en el Latin Pop Albums en el número 5 en su primera semana. Obtuvo disco de oro en México el 23 de octubre de 2015, por más de 30,000 copias vendidas.
Lanza «Explosion» como single promocional del álbum en exclusiva para una estación de radio de música independiente en México el 4 de mayo de 2015 un día antes de la salida del single oficial. «Ese Camino» es una mezcla de Rock/pop-norteño teniendo buenas críticas y volviendo a su fusión de música folk mexicana y rock/pop después de su anterior producción Los Momentos (2013) con más sintetizadores y menos instrumentos acústicos. Alcanzando las primeras posiciones en varios países de América Latina, esta dándole 2 nominaciones a la también dándole 2 nominaciones 16.ª entrega de los Premios Grammy Latinos en 2015 en las categorías de Grabación del Año y Canción del Año.
El 14 de agosto de se mismo año lanza «Buenas Noches, Desolación» canción que escribió junto a Ale Sergi, la cual la hizo escalar a la posición 4 en Colombia y 5° en Venezuela.En 2016 lanza su tercer single «Tu Calor» el 11 de marzo de 2016. Hasta la fecha ha vendido 1 000 000 de copias a nivel mundial.
El 7 de diciembre de 2015 se dio a conocer la nominación en la 58.ª entrega de los premios Grammy en la categoría de Mejor álbum pop latino. Es ganadora del Grammy Latino en la 17.ª entrega en la categoría de "Mejor Álbum Pop/Rock" y es nominada también en "Álbum del Año".

## Lista de canciones
| Lista de canciones - edición mundial. |                             |                           |          |  |
| N.º                                   | Título                      | Escritor(es)              | Duración |  |
| 1.                                    | «Esperaba»                  | Julieta Venegas           | 3:15     |  |
| 2.                                    | «Tu calor»                  | Venegas, Cachorro López   | 3:20     |  |
| 3.                                    | «Ese camino»                | Venegas                   | 3:09     |  |
| 4.                                    | «Algo sucede»               | Venegas                   | 3:34     |  |
| 5.                                    | «Una respuesta»             | Venegas                   | 2:53     |  |
| 6.                                    | «Buenas noches, desolación» | Venegas, Ale Sergi, López | 3:25     |  |
| 7.                                    | «Dos soledades»             | Venegas                   | 3:10     |  |
| 8.                                    | «Se explicará»              | Venegas                   | 3:36     |  |
| 9.                                    | «Porvenir»                  | Venegas                   | 3:31     |  |
| 10.                                   | «Parte mía»                 | Venegas                   | 3:08     |  |
| 11.                                   | «Explosión»                 | Venegas                   | 3:09     |  |
| 12.                                   | «Todo está aquí»            | Venegas                   | 3:51     |  |
| 38:01                                 |                             |                           |          |  |

## Posicionamiento en listas

### Semanales
| País           | Lista (2015)             | Mejor posición |
| -------------- | ------------------------ | -------------- |
| Argentina      | Argentinian Albums Chart | 6              |
| España         | Spanish Albums Chart     | 29             |
| Estados Unidos | Top Latin Albums         | 5              |
| Estados Unidos | Latin Pop Albums         | 1              |
| México         | Mexican Albums Chart     | 7              |

### Certificaciones y ventas
| País   | Organismo Certificador | Certificación | Ref.   |
| ------ | ---------------------- | ------------- | ------ |
| México | AMPROFON               |               | [ 25 ] |

## Premios
| Año  | Premio                 | Trabajo nominado | Categoría              | Resultado |
| ---- | ---------------------- | ---------------- | ---------------------- | --------- |
| 2015 | Premios Grammy Latinos | «Ese camino»     | Grabación del Año      | Nominada  |
| 2015 | Premios Grammy Latinos | «Ese camino»     | Canción del Año        | Nominada  |
| 2016 | Grammy Awards          | Algo Sucede      | Mejor Álbum Pop Latino | Nominada  |
| 2016 | Premios Grammy Latinos | Algo Sucede      | Álbum del Año          | Nominada  |
| 2016 | Premios Grammy Latinos | Algo Sucede      | Mejor Álbum Pop/Rock   |           |